# Man Overboard
Man Overboard (с англ. — «Мэн Овэбо:д», досл.: «Человек за бортом») — американская поп-панк группа из Маунт Маурела и Уильямстоуна, Нью-Джерси, основанная в 2008 году. С начала деятельности ею выпущено два EP, акустический EP, сплит с бостонской поп-панк-группой Transit, компиляция из собственных старых песен и два полноформатных альбома (Real Talk, Man Overboard). На коллектив повлияли такие группы как Blink-182, Saves the Day и Taking Back Sunday. В настоящее время у них подписан контракт с лейблом Rise Records. Man Overboard хорошо известна своим девизом: «Defend Pop Punk».

## Состав
- Ник Браззес — вокал, басы (2008-настоящее время)
- Зак Эйзенштейн — вокал, гитара (2008-настоящее время)
- Джастин Кольер — гитара (2010-настоящее время); ударные (2009—2010)
- Уэйн Уайлдрик — гитара (2008—2010, 2011-настоящее время)
- Джо Талларико — ударные (2012-настоящее время)

Прежние члены
- Джастин Мондшейн — ударные (2008)
- Майк Храйченко — ударные (2010—2012)

## Дискография

### Студийные альбомы
- Real Talk (записано с Run For Cover Records, 2010)
- Man Overboard (записано с Run For Cover Records, 2011)
- Heart Attack (2013)
- Heavy Love (2015)

### EP
- Hung Up on Nothing (самоизданное, 2008)
- Dahlia (Run for Cover Records, 2009)
- Split with Transit (Pure Noise Records, 2009)
- Noise from Upstairs (записано для Run For Cover Records, 2010)
- The Absolute Worst (Rise Records, 2011)
- Passing Ends (Lost Tape Collective, 2014)

### Сборники
- Before We Met: A Collection of Old Songs (Panic Records, 2010)
- The Human Highlight Reel (записано для Cover Records, 2011)